# Kaposvári sportcsarnok
A kaposvári sportcsarnok Kaposvár egyik fontos sportlétesítménye. A közvetlenül a Kaposvár Aréna mellett álló modern, konstruktivista épület kör alaprajzú, vasbeton vázas, amfiteártumszerű csarnok, huszonnégy főtartója közé eredetileg kopolitüvegből készült, ferde síkú falat építettek be. Dobozszerű bejárati részének szélén két lépcsőházi építmény van, az ezek között húzódó szalagablakos részt korábban két vékony oszlop támasztotta alá. Külső megjelenése azonban 2017-es felújítása során teljesen megváltozott.

## Története
A Lenin utca (ma: Szent Imre utca) északi végénél, az egykori téglagyár helyén az 1970-es években kezdtek el sportlétesítményeket kialakítani. A sportcsarnokot azonban eredetileg nem ide, hanem az uszoda mellé akarták felépíteni, és 1972-re tervezték az átadását. Még „téglajegyeket” is kibocsátottak, amelyek megvásárlásával támogatni lehetett az építkezést, azonban a tervek nem valósultak meg. Végül 1983-ban, a téglagyári gödörben valósult meg a kivitelezés. Ünnepélyes megnyitását különböző források szerint április 29-én vagy 30-án tartották: az avatóbeszédet Buda István, az Országos Testnevelési és Sporthivatal elnöke mondta, majd előadások következtek. Fellépett többek között a Somogy Táncegyüttes, a Vikár kórus, 80 általános iskolás diák és a Munkácsy Mihály Gimnázium tánccsoportja is. Hevesi András, a Csiky Gergely Színház karnagya szignált is komponált az alkalomra.
Év végén, decemberben a bizkózó-úttörőolimpia megnyitóját már ebben az új csarnokban tartották, majd az elkövetkező évtizedekben további számtalan rendezvénynek adott otthont, többek között a helyi röplabdások és a kosárlabdacsapat mérkőzéseinek. Nem csak sport-, hanem például politikai és üzleti rendezvényekre is sor került már itt: 1985 májusának végén választási nagygyűlést tartottak Losonczi Pál részvételével, 1988 novemberében Kulcsár Kálmán igazságügy-miniszter beszélt itt az alkotmány reformjáról, 1989 januárjában pedig Pozsgay Imre tartott előadást Megújulás és értelmiség címmel. 1998-ban Göncz Árpád is ellátogatott ide egy nyugdíjasrendezvényre. 1989 augusztusában országos természetjáró-találkozónak, 1992-től pedig Az Alpoktól az Adriáig nevű vásárnak adott helyt a létesítmény, míg 1996-ban árubörzét rendeztek itt a Magyarországon állomásozó NATO-alakulat számára. 2000-ben a csarnokban tartották az első kaposvári látványsportfesztivált, 2004-ben itt koncertezett a 100 Tagú Cigányzenekar, 2005-ben a Republic, 2013-ban a P. Mobil, 2016-ban pedig a Hooligans.
1993-ban elkészült a csarnoktól a Desedáig tartó kerékpárút, 2015-ben pedig a Kaposvári Tekergő nevű közbringarendszer egyik első állomása is a sportcsarnok mellett épült ki.